# Rastislav Trtík
Rastislav Trtík (6. března 1961, Košice, Československo – 1. října 2024) byl český házenkář a trenér slovenského původu. Jako hráč se stal mistrem Československa, jako trenér se pak stal několikanásobným mistrem Česka i Slovenska, vedl i českou mužskou házenkářskou reprezentaci.

## Sportovní kariéra

### Hráč
Jako hráč začínal v klubu VSŽ Košice, se kterým se rozloučil mistrovským titulem. Kvůli studiu pedagogické fakulty odešel v devatenácti letech do Ostravy, kde pokračoval za Baník Ostrava a Baník Karviná. Hrál také v Německu. Dostal se rovněž do kádru československé reprezentace.

### Trenér
První trenérské angažmá získal v roce 1994 v Baníku Karviná, kde získal dvakrát titul vicemistra ligy a zůstal tam do roku 1997. Pak přešel do SKP Frýdek-Místek. V něm na závěr svého působení v sezoně 2002/03 vyhrál titul mistra extraligy, první v klubové historii.
V letech 2002 až 2005 byl trenérem české reprezentace (11. místo na ME 2004, 10. na MS 2005). Souběžně byl jeho působištěm německý MT Melsungen, který převzal v druhé nejvyšší soutěži, ale postoupil s ním do bundesligy. Následně se vrátil do Karviné, kde dosáhl největšího úspěchu v roce 2008 ziskem double – mistrovského titulu a národního poháru.
Následně odešel na rodné Slovensko, kde se během tří sezon stal pokaždé mistrem s Tatranem Prešov. Po krátkém návratu do Karviné, se kterou získal třetí místo, odešel opět do Německa, tentokrát do HC Empor Rostock.
Následovalo jeho druhé úspěšné působení v Tatranu Prešov, kdy v sezonách 2015/16 a 2016/17 opět získal pokaždé mistrovský titul, celkem jich tedy má na Slovensku pět.
Trénoval také v Polsku (Zabrze). V únoru 2021 se stal opět trenérem české reprezentace, kterou dostal na ME 2022 (13. místo). Vedení svazu s ním po mistrovství Evropy neprodloužilo smlouvu a u reprezentace ho nahradil Španěl Xavier Sabaté. Sám Trtík sice původně hovořil o tom, že jde o časově omezené angažmá, aby se mohl věnovat svým pracovním povinnostem, ale po mistrovství Evropy chtěl pokračovat a konec nesl těžce.potom šel do ostravského týmu SKH Polanka kde dovedl starší dorost v první lize k mistrovskému titulu

## Osobní život
I když se narodil na východním Slovensku, usadil se v Ostravě. Vystudoval tam Pedagogickou fakultu Ostravské univerzity a dále na ní pracoval na Katedře studií lidského pohybu.
Na konci života ho postihla vážná choroba, se kterou bojoval s odhodláním a dobrou náladou, ale 1. října 2024 jí v 63 letech podlehl.